# 尼濟察
尼濟察（波蘭語：Nidzica，波蘭語發音：[ɲiˈd͡ʑit͡sa]，德語發音：[ˈnaɪ̯dn̩bʊrk] ⓘ，奈登堡）是波蘭瓦爾米亞-馬祖里省的城鎮，位於該國東北部，距離首都華沙156公里，始建於1355年，面積6.86平方公里，海拔高度188米，2006年人口14,761。

## 友好城市
- 法國 比藏赛

## 外部連結
- Nidzica.com English City Portal （页面存档备份，存于） （英文）
- Municipal webpage （页面存档备份，存于） （波兰語）
- Photos and crest of pre-WWII Neidenburg （德文）

53°22′N 20°26′E / 53.367°N 20.433°E